# ورزشگاه جزایر فالکلند
مرکز ورزشی جزایر فالکلند یک سالن سرپوشیده واقع در مار دل پلاتا، آرژانتین است که در سال ۱۹۹۵ ساخته شد. این کشور واجد شرایط میزبانی از ورزش‌هایی مانند بسکتبال، هندبال، والیبال و تنیس و همچنین برگزاری هر نمایشگاه است. بازی‌های بسکتبال دسته اول لیگ بسکتبال آرژانتین در این ورزشگاه انجام می‌شود.
این ورزشگاه متعلق به مجموعه ورزشی تئودورو برونزینی است.
نام این ورزشگاه نشان دهنده ادعای حاکمیت آرژانتین بر جزایر مالویناس (جزایر فالکلند) است.

## امکانات
این استادیوم دارای فضای ورزشی ۶۵×۴۸ متر با کف شناور ۲۴×۴۳ متر است
تمامی زیرساخت‌های بهداشتی، رختکن باشگاه، سرویس غذا و غیره، دارای مناسب سازی‌های ویژه برای افراد معلول می‌باشد. مجهز به گرمایش و تهویه هوا، به علاوه شبکه ای از ۲۸ بلندگو. تا سال ۲۰۰۸ دارای یک ویدئو وال بود و تنها استادیوم در کشور بود که دارای آن بود، اما نیاز به افزایش تعداد صندلی‌ها برای اجرای جام دیویس باعث شد که ویدئو وال حذف شود تا با صندلی‌های بیشتری جایگزین شود.
این ورزشگاه در ابتدا می‌توانست ۶۴۸۲ تماشاگر را در خود جای دهد. اما برای اجرای جام دیویس ۲۰۰۸ صندلی‌های جدیدی اضافه شد. در حال حاضر، استادیوم دارای ۷۶۶۶ صندلی است، اگرچه در شرایط اوج (با تماشاگرانی که روی پله‌ها می‌نشینند) ممکن است حدود ۸۰۰۰ نفر داشته باشد. همچنین اتاق داوران و بازیکنان، اتاق کنفرانس، امکانات دوش و ماساژ را دارد.

## تاریخچه
ورزشگاه جزایر فالکلند در اصل برای بازی‌های پان آمریکا در سال ۱۹۹۵ ساخته شد. علاوه بر این، از آن برای نمایش‌های صحنه، کنسرت‌ها در تابستان استفاده می‌شود
این ورزشگاه به عنوان میزبان فینال جام دیویس ۲۰۰۸ (اسپانیا - آرژانتین) که از ۲۱ تا ۲۳ نوامبر ۲۰۰۸ برگزار می‌شد، انتخاب شد. برای این مسابقه، ظرفیت به ظرفیت ۹۸۰۰ تماشاگر افزایش یافت. با این حال، پس از پایان ظرفیت‌ها دوباره به تعداد ۷۶۶۶ صندلی بازگشت.

## رویدادهای برگزار شده

### ورزشی
- بازی‌های پان آمریکن ۱۹۹۵
- دور نهایی لیگ جهانی والیبال FIVB 1999
- قهرمانی جهان والیبال مردان FIVB 2002
- قهرمانی جهانی زیر ۲۱ سال فیبا ۲۰۰۵
- مسابقات جهانی ITF بزرگسالان ۲۰۰۹
- ۲۰۰۹–۱۰ لیگ چهار فینال فیبا آمریکا
- قهرمانی فیبا آمریکا ۲۰۱۱
- مسابقات قهرمانی هندبال جوانان جهان ۲۰۱۱ مردان
- دور نهایی لیگ جهانی والیبال 2013 FIVB
- قهرمانی هندبال نوجوانان پان آمریکا در سال ۲۰۱۳